# Cerdocyon avius
Cerdocyon avius és una espècie extinta de carnívor de la família dels cànids que visqué durant el Pliocè i el Plistocè a parts d'allò que avui en dia és Nord-amèrica. El seu parent vivent més proper és la guineu menjacrancs.